# Relación asimétrica
Una relación binaria R sobre un conjunto A, es asimétrica cuando si se da que un elemento está relacionado con otro mediante R, entonces el segundo nunca está relacionado con el primero. Es decir:
{\displaystyle \forall x,y\in A:\quad xRy\quad \Rightarrow \quad \neg (yRx)}
En tal caso se dice que R cumple con la relación de asimetría.
También podemos decir que R es asimétrica si:
{\displaystyle \forall x,y\in A:\quad \neg (xRy)\quad \lor \quad \neg (yRx)}

## Representación
Sea R una relación asimétrica aplicada sobre un conjunto A, entonces R tiene una representación particular para cada forma de describir una relación binaria.
| Notación                  | Relación asimétrica |
| ------------------------- | --- |
| Como pares ordenados      | {\displaystyle \forall x,y\in A,\ (x,y)\in R\Rightarrow (y,x)\not \in R} |
| Como matriz de adyacencia | Matriz {\displaystyle M\,} cuya diagonal solo tiene ceros, es decir, {\displaystyle \forall i=\{1,...,n\},\;(a_{i,i})_{n\times n}=0,} y además {\displaystyle M+M^{t}\,} produce una matriz simétrica. |
| Como grafo                | Es un grafo dirigido sin bucles ni ciclos. |

## Relación simétrica
Cuando una relación es lo opuesto a la asimétrica, nos referimos a que si dado un elemento que está relacionado con otro, entonces ese segundo siempre está relacionado con el primero, o lo que es lo mismo:
{\displaystyle \forall x,y\in A:\quad xRy\quad \Rightarrow \quad yRx}
Estamos entonces ante una relación simétrica.

## Ejemplos de asimetría
Sea A un conjunto cualquiera:
- Sea {\displaystyle (A,>)\,}, {\displaystyle >\,} ("mayor estricto que"), al igual que {\displaystyle <\,} ("menor estricto que"). Sin embargo, no ocurre lo mismo para ≤ ("menor o igual que") o ≥ ("mayor o igual que").
- Sea {\displaystyle (A,\subset )}, {\displaystyle \subset } (la inclusión estricta de conjuntos).
- En A = {1, 2, 3, 4} la relación R = { (1, 3), (4, 2), (2, 3) }. En caso de encontrarnos en A = {1, 2} y tener la relación R = { (1, 2), (2, 1) } estaríamos ante una relación simétrica
- "Ser hijo de" o "ser padre de" conformarían una relación asimétrica, sin embargo, "ser hermano de" no.

## Reflexividad
Una relación asimétrica no puede ser a su vez reflexiva, ya que si x = y entonces:
{\displaystyle \quad xRy\quad \land \quad yRx}
Esto es algo que no puede ocurrir por la propia definición. Es decir, toda relación asimétrica es irreflexiva.

## Diferencia entre asimétrica y antisimétrica
Como ya se ha visto, la relación asimétrica y la simétrica son opuestas entre sí, pues nunca se va a dar una relación que sea ambas a la vez, y una que no sea simétrica siempre será asimétrica, y viceversa. Pero esto no ocurre con la antisimétrica.
Una relación antisimétrica es aquella que verifica que si dos elementos de A se relacionan entre sí mediante R, entonces esos dos elementos son iguales:
{\displaystyle \forall a,b\in A\;:\quad aRb\quad \land \quad bRa\quad \Rightarrow \quad a=b}
Una relación puede ser a la vez o simétrica o asimétrica, y antisimétrica.